# Eugen Fischer
Eugen Fischer (5 de julio de 1874-9 de julio de 1967) fue un científico, profesor de medicina, antropología y eugenesia alemán nazi. Durante la Segunda Guerra Mundial fue el responsable de estudiar la «higiene racial» para enviar a los judíos a exterminar. Consideraba «racialmente defectuosos» a los bastardos y a los enfermos mentales.

## Obra
- Beiträge zur Anatomie der weiblichen Urogenitalorgane des Orang-Utan. 1898[1]
- Rassen und Völker. 1912
- Die Rehobother Bastards und das Bastardierungsproblem beim Menschen. Jena 1913; reimpreso Adeva, Graz 1961
- Das Problem der Rassenkreuzung beim Menschen. Speyer & Kaerner, Freiburg 1914
- Die Anfänge der Anthropologie an der Universität Freiburg. 1926
- Deutsche Köpfe nordischer Rasse. Lehmann, Múnich 1927
- Rasse und Rasse-Entstehung beim Menschen. Ullstein, Berlín 1927
- mit Gustav Schwalbe: Anthropologie. In: Kultur der Gegenwart. 1923
- mit Erwin Baur und Fritz Lenz: Menschliche Erblichkeitslehre und Rassenhygiene (Eugenik). Lehmann, München 1921, Lizenzausgaben in England (1931) und Schweden (1925), Titelbild des Buches.[2][3]
- Der völkische Staat, biologisch gesehen. In der Berliner Universität gehaltene Rede. Junker & Dünnhaupt 1933
- Der Begriff des völkischen Staates, biologisch betrachtet. Rede am 29. Juli 1933. Preuß. Druckerei- u. Verl.
- Erbe als Schicksal. Vortrag, gehalten auf der 8. Techn. Tagung des Vereins für die bergbaulichen Interessen in Essen am 20. Juni 1939
- Zur Rassenfrage der Etrusker. 1938
- Versuch einer Phänogenetik der normalen körperlichen Eigenschaften des Menschen. 1939
- Die menschlichen Rassen als Gruppen mit gleichen Gen-Sätzen. 1940
- Die Wissenschaft vom Menschen. Anthropologie im 20. Jahrhundert.[4]

## Literatura
- Otto Aichel (ed.) Eugen Fischer zum 60. Geburtstag. Gewidmet von seinen Schülern und Freunden sowie dem Verlag. In: Zeitschrift für Morphologie und Anthropologie 34. Schweizerbart, Stuttgart 1934
- Eugen Fischer zur Vollendung des 80. Lebensjahres am 5 de junio 1954. In: Zeitschrift für Morphologie und Anthropologie. Jahrgang 46, Heft 2, Stuttgart 1954, pp. 110–316, ISSN 0044-314x
- Ernst Theodor Nauck. Herrn Dr. med. ... Eugen Fischer zum 80. Geburtstag. Mitteilungen zur Geschichte der vergleichenden Anatomie in Freiburg i. Br. In: Zeitschrift für die Geschichte des Oberrheins. Jahrgang 102, Freiburg 1954, pp. 390–406, ISSN 0044-2607
- Bernhard Gessler. Eugen Fischer (1874–1967). Leben und Werk des Freiburger Anatomen, Anthropologen und Rassehygienikers bis 1927. Lang, Frankfurt 2000, ISBN 3-631-35233-6
- Niels C. Loesch. Rasse als Konstrukt. Leben und Werk Eugen Fischers. Lang, Frankfurt 1997, 2000, ISBN 3-631-31746-8
- Peter Emil Becker. Zur Geschichte der Rassenhygiene. Reihe: Wege ins Dritte Reich, vol. 1. Thieme, Stuttgart 1988. ISBN 3-13-716901-1
- Léon Poliakov, Josef Wulf. Das Dritte Reich und seine Denker. Berlín 1959, ISBN 3-598-04601-4, pp. 104 ff
- Peter Weingart, Jürgen Kroll, Kurt Bayertz. Rasse, Blut und Gene. Geschichte der Eugenik und Rassenhygiene in Deutschland. 3ª ed. Frankfurt 2001, ISBN 3-518-28622-6
- Sheila Faith Weiss. Humangenetik und Politik als wechselseitige Ressourcen. Das Kaiser-Wilhelm-Institut für Anthropologie, menschliche Erblehre und Eugenik im „Dritten Reich“. Reihe: Forschungsprogramm 17. Max-Planck-Gesellschaft, Berlín 2004, ISSN 1616-380X